# Réchésy
Réchésy – miejscowość i gmina we Francji, w regionie Burgundia-Franche-Comté, w departamencie Territoire de Belfort.
Według danych na rok 1990 gminę zamieszkiwało 720 osób, a gęstość zaludnienia wynosiła 57 osób/km² (wśród 1786 gmin Franche-Comté Réchésy plasuje się na 229. miejscu pod względem liczby ludności, natomiast pod względem powierzchni na miejscu 300.).